# Dub letní v lesoparku Na Cibulkách
Dub letní v lesoparku Na Cibulkách je památný strom, který roste v lesoparku na Cibulkách při jižní straně cesty, která je prodloužením ulice U Cibulky v blízkosti rozcestí.

## Parametry stromu
- Výška (m): 24,0
- Obvod (cm): 394
- Ochranné pásmo: vyhlášené – kruh o poloměru 13 m na p.č. 1872/1, 2142/1, 2144 a 1883
- Datum prvního vyhlášení: 21.06.2007[1]
- Odhadované stáří: 190 let (r. 2011)

## Popis
Strom má dlouhý silný kmen, který se rozděluje na tři větve vysoko nad zemí. Ty pak nesou do značné výšky protáhlou korunu. Dub je zastíněný a proto jeho kmen není tak mohutný. Jeho zdravotní stav je zhoršený, z boku má do výše osmi metrů dlouhou podélnou trhlinu a v těch místech je dutý.

## Historie
Dub byl vysazen kolem roku 1820 v přírodním krajinářském parku u usedlosti Cibilka. Park byl roku 1991 vyhlášen jako přírodní park Košíře-Motol.

## Památné stromy v okolí
- Dub s bizarním kmenem Na Cibulkách
- Skupina dubů v lesoparku Na Cibulkách